# Svarte
Svarte é uma pequena localidade da Suécia, situada na província histórica da Escânia.

Tem cerca de 836 habitantes, e pertence à Comuna de Ystad.

Está situada a 5 km a oeste da cidade de Ystad .